# Ontherus atlantidis
Ontherus atlantidis là một loài bọ cánh cứng trong họ Bọ hung (Scarabaeidae).